# Ебіра, жах з глибини
«Ґодзілла проти морського монстра» (яп. ゴジラ·エビラ·モスラ南海の大決闘 — «Ґодзілла, Ебіра, Мотра: Велика битва в південних морях») — японський фантастичний кайдзю-фільм, сьомий про динозавра Ґодзіллу, четвертий про метелику Мотру, і перший за участю лобстера Ебіри. Це перший фільм про Годзіллу, режисером якого був Дзюн Фукуда. Фільм вийшов в японський кінопрокат 17 грудня 1966 року.
У 1967 році фільм був перероблений американцями і став коротший приблизно на п'ять хвилин. Були вилучені деякі сцени діалогів, титри перекладені на англійську мову.

## Сюжет
Четверо підлітків (Ітин, Ніта, Рета і злодій Йосімура) відправляються на викраденій яхті в море, розшукуючи зниклого рибалку (брата одного з підлітків). Вони наирапляють на ураган, після чого їх корабель розбивається, а вони потрапляють на безлюдний острів, захоплений терористичною організацією «Червоний бамбук». Виявляється, що біля узбережжя мешкає страшне морське чудовисько — гігантський лобстер Ебіра. Рятуючись від загрози, підлітки зустрічають дівчину-тубілку і знаходять в печері Ґодзіллу, який спить. Вони дізнаються, що терористи змушують тубільців з острова Інфант видавлювати сік з фруктів, який відлякує гігантського лобстера.
Друзям вдається розбудити Ґодзіллу і той починає руйнувати острів. Після короткої сутички з гігантським кондором (який в порівнянні з Ґодзіллою був малим) монстр відправляється в море, де починає битву з Ебірою. Незабаром до бою приєднується Мотра, в результаті Ґодзілла розриває на частини Ебіру, активована терористами бомба на острові вибухає, стираючи острів з лиця Землі. Головних героїв рятує Мотра, а Ґодзілла відпливає в невідомому напрямку.

## Кайдзю
- Ґодзілла
- Мотра
- Ебіра
- Оокондору

## Виробництво
Спочатку головним монстром фільму повинен був стати Кінг-Конг, але кінокомпанія Toho в кінцевому підсумку замінила його на Ґодзіллу — більш відомого на той час кіномонстра. Але костюм Конга вже був виготовлений, тому в 1967 році він був використаний у фільмі «Втеча Кінг-Конга». Проте сюжет в цілому не змінили, тому Ґодзілла поводиться тут незвично і має риси характеру Кінг-Конга.
З 1991 року фільм відомий у всьому світі як «Ґодзілла проти морського монстра». У 2005 році фільм випущений Sony на DVD.
Сцени битви в океані знімалися в спеціально заповненому водою басейні.
Слоган фільму — «Існує один лобстер, якого ви б не побажали замовити».
В Японії фільм подивилися в кінотеатрах 3 450 000 глядачів.
У Німеччині фільм вийшов під назвою «Франкенштейн і монстр із моря».